# Équipe d'Ukraine de hockey sur glace
Cet article traite de l'équipe masculine. Pour l'équipe féminine, voir Équipe d'Ukraine féminine de hockey sur glace.
L'équipe d'Ukraine de hockey sur glace est la sélection nationale de l'Ukraine regroupant les meilleurs joueurs de hockey sur glace ukrainiens lors des compétitions internationales. L'équipe est sous la tutelle de la Fédération d'Ukraine de hockey sur glace. L'équipe est classée 25e au classement IIHF 2019. 
La meilleure performance de l'équipe en compétition internationale fut en 2002, avec une 9e place.

## Effectif
Sélection pour le Championnat du monde 2011
| No    | Nom                      | Position  | Club                   |
| ----- | ------------------------ | --------- | ---------------------- |
| +029, | Oleksandr Fiodorov       | Gardien   | HK Sokol Kiev          |
| +030, | Kostiantin Simtchouk     | Gardien   | HK Sokol Kiev          |
| +003, | Serhiï Klimentiev        | Défenseur | HK Sokol Kiev          |
| +005, | Denys Issaïenko          | Défenseur | HK Sokol Kiev          |
| +006, | Andriï Srioubko          | Défenseur | HK Sokol Kiev          |
| +011, | Artiom Ostrouchko        | Défenseur | HK Iounost Minsk       |
| +013, | Iouri Navarenko          | Défenseur | HK Vitebsk             |
| +014, | Oleksandr Pobiedonostsev | Défenseur | HK Homiel              |
| +023, | Roman Tcherbatiouk       | Défenseur | HK Kompanion Kiev      |
| +028, | Vitali Lioutkevitch      | Défenseur | Dinamo Minsk           |
| +004, | Vitali Donika            | Attaquant | HK Sarov               |
| +007, | Oleg Chafarenko          | Attaquant | Dinamo Minsk           |
| +008, | Andriï Mikhnov           | Attaquant | Neftekhimik Nijnekamsk |
| +009, | Dmitro Nimenko           | Attaquant | Kazakhmys Satpaïev     |
| +010, | Vadim Chakhraïtchouk     | Attaquant | HK Sokol Kiev          |
| +016, | Oleg Timchenko           | Attaquant | HK Iounost Minsk       |
| +017, | Oleksandr Materoukhine   | Attaquant | HK Iounost Minsk       |
| +018, | Dmitro Issaïenko         | Attaquant | Donbas Donetsk         |
| +021, | Kostiantin Kassiantchouk | Attaquant | Traktor Tcheliabinsk   |
| +022, | Dmitro Tsyroul           | Attaquant | HK Sokol Kiev          |
| +025, | Serhiï Tchernenko        | Attaquant | HK Sokol Kiev          |
| +027, | Artiom Gnidenko          | Attaquant | HK Vitebsk             |

## Résultats

### Jeux olympiques
- 1994 - Non qualifié
- 1998 - Non qualifié
- 2002 - 10e place
- 2006 - Non qualifié
- 2010 - Non qualifié
- 2014 - Non qualifié
- 2018 - Non qualifié
- 2022 - Non qualifié

### Championnats du monde
L'Ukraine commence les Championnats du monde de hockey sur glace en 1993 dans la division C à la suite de la dissolution de l'URSS et son équipe. Entre les années 1999 et 2007, l'Ukraine a joué en division élite.
- 1993 - 18e place (2e de la Poule C)
- 1994 - 23e place (3e de la Poule C)
- 1995 - 23e place (3e de la Poule C)
- 1996 - 22e place (2e de la Poule C)
- 1997 - 21e place (1er de la Poule C)
- 1998 - 17e place (1er de la Poule B)
- 1999 - 14e place
- 2000 - 14e place
- 2001 - 10e place
- 2002 - 9e place
- 2003 - 12e place
- 2004 - 14e place
- 2005 - 11e place
- 2006 - 12e place
- 2007 - 16e place
- 2008 - 2e de la Division I, groupe B
- 2009 - 2e de la Division I, groupe B
- 2010 - 2e de la Division I, groupe A
- 2011 - 3e de la Division I, groupe B
- 2012 - 6e de la Division IA
- 2013 - 1er de la Division IB
- 2014 - 4e de la Division IA
- 2015 - 6e de la Division IA
- 2016 - 1er de la Division IB
- 2017 - 6e de la Division IA
- 2018 - 4e de la Division IB
- 2019 - 5e de la Division IB
- 2020 - Annulé en raison du coronavirus
- 2021 - Annulé en raison du coronavirus
- 2022 - 3e de la Division IB
- 2023 - 2e de la Division IB
- 2024 - 1er de la Division IB
- 2025 - 3e de la Division IA

Note :  Promue ;  Reléguée

## Classement mondial
| Année     | Rang | Points | Progression |
| --------- | ---- | ------ | ----------- |
| 2003      | 11   | 3 010  |             |
| 2004      | 12   | 2 720  | -1          |
| 2005      | 11   | 2 490  | +1          |
| Mai 2006  | 13   | 3 005  | -2          |
| 2007      | 15   | 2 740  | -2          |
| 2008      | 17   | 2 435  | -2          |
| 2009      | 19   | 2 135  | -2          |
| Fév. 2010 | 17   | 2 805  | +2          |
| Mai 2010  | 18   | 2 760  | -1          |
| 2011      | 19   | 2 495  | +1          |

| Année     | Rang | Points | Progression |
| --------- | ---- | ------ | ----------- |
| 2012      | 20   | 2 235  | -1          |
| 2013      | 20   | 1 970  | ±0          |
| Fév. 2014 | 21   | 2 475  | -1          |
| Mai 2014  | 20   | 2 500  | +1          |
| 2015      | 21   | 2 310  | -1          |
| 2016      | 22   | 2 105  | -1          |
| 2017      | 22   | 1 925  | ±0          |
| Fev. 2018 | 23   | 2 425  | -1          |
| Mai 2018  | 24   | 2 340  | -1          |
| 2019      | 25   | 2 095  | -1          |

## Équipe junior moins de 20 ans

### Championnats du monde junior
De la même manière, l'Ukraine participe à partir de 1993, après la fin de l'URSS. 
- 1993 - 1re du Groupe C
- 1994 - 1re du Groupe B
- 1995 - 8e place
- 1996 - 10e place
- 1997 - 5e du Groupe B
- 1998 - 2e du Groupe B
- 1999 - 1re du Groupe B
- 2000 - 10e place
- 2001 - 3e de Division I
- 2002 - 4e de Division I
- 2003 - 1re de Division I Groupe A
- 2004 - 10e place
- 2005 - 5e de Division I Groupe B
- 2006 - 5e de Division I Groupe A
- 2007 - 3e de Division I Groupe A
- 2008 - 5e de Division I Groupe A
- 2009 - 5e de Division I Groupe B
- 2010 - 4e de Division I Groupe A
- 2011 - 6e de Division I Groupe A
- 2012 - 1re de Division IIA
- 2013 - 4e de Division IB
- 2014 - 4e de Division IB
- 2015 - 2e de Division IB
- 2016 - 4e de Division IB
- 2017 - 5e de Division IB
- 2018 - 4e de Division IB
- 2019 - 5e de Division IB
- 2020 - 3e de Division IB
- 2021 - Annulé en raison du coronavirus
- 2022 - 4e de Division IB
- 2023 - 2e de Division IB
- 2024 - 2e de Division IB
- 2025 - 1re de Division IB

## Équipe des moins de 18 ans

### Championnats du monde moins de 18 ans
L'équipe des moins de 18 ans participe dès la première édition.
- 1999 - 9e place
- 2000 - 9e place
- 2001 - 10e place
- 2002 - 12e place
- 2003 - 6e de Division 1, groupe B
- 2004 - 1re de Division 2, groupe A
- 2005 - 3e de Division 1, groupe B
- 2006 - 5e de Division 1, groupe B
- 2007 - 5e de Division 1, groupe B
- 2008 - 5e de Division 1, groupe A
- 2009 - 6e de Division 1, groupe A
- 2010 - 2e de Division 2, groupe B
- 2011 - 1re de Division 2, groupe B
- 2012 - 4e de Division IB
- 2013 - 5e de Division IB
- 2014 - 5e de Division IB
- 2015 - 4e de Division IB
- 2016 - 3e de Division IB
- 2017 - 5e de Division IB
- 2018 - 1re de Division IB
- 2019 - 6e de Division 1A
- 2020 - Annulé en raison du coronavirus
- 2021 - Annulé en raison du coronavirus
- 2022 - 2e de Division IB
- 2023 - 5e de Division IA
- 2024 - 2e de Division IA
- 2025 - 2e de Division IA